# Piątkowo (Chełmno)
Pour l’article homonyme, voir Piątkowo (Poméranie).
Piątkowo est un village de Pologne situé en Couïavie-Poméranie, dans le gmina (commune) de Lisewo.